# Bernard Benton
Bernard Benton (ur. 6 stycznia 1957 w Toledo) – amerykański bokser, były mistrz WBC w wadze junior ciężkiej.

## Kariera zawodowa
Zadebiutował 13 grudnia 1981 wygrywając na punkty z innym debiutantem Charlesem Wootenen, 11 września 1984 pokonał przyszłego mistrza IBF Ricky’ego Parkeya. 21 września 1985 zdobył pas WBC pokonując na punkty Alfonsa Ratliffa. Tytuł stracił już w pierwszej obronie przegrywając przez decyzję większości z byłym dwukrotnym mistrzem Carlosem De Leónem. Po utracie pasa mistrzowskiego stoczył jeszcze pięć walk w tym podczas ostatniej z nich 13 stycznia 1995 został mistrzem stanu Ohio pokonując na punkty Jimiego Huffmana.